# Magnus Faxén
Jonas Magnus Faxén, född 21 november 1930 i Uppsala, död 29 mars 2018, var en svensk programdirektör och diplomat.
Faxén arbetade för Norrlands-Posten och Svenska Dagbladet innan han 1956 anställdes av Sveriges Radio. Här var han Pariskorrespondent, utrikeskommentator och Washingtonkorrespondent. 1973–1974 var han chef för TV2 Fakta, och från 1974 biträdande programdirektör för ljudradion inom Sveriges Radio. När Sveriges Television knoppades av från Sveriges Radio 1978 blev han TV-bolagets första vd.
Faxén lämnade mediebranschen 1981 för att bli presschef på Utrikesdepartementet. Han var därefter generalkonsul i New York 1984–1988 och Sveriges ambassadör i Tunis från 1988. Han lämnade ambassadörsposten årsskiftet 1995/1996 och gick i pension.
Faxén är begravd på Lidingö kyrkogård.

## Källhänvisningar
1. ↑  https://www.familjesidan.se/cases/99c31470-379b-4af8-b2ca-eb5f9fe83b30/funeral-notices
2. ↑  Dödsannons (SvD 8 april 2018)
3. ↑  https://www.dn.se/familj/minnesord-magnus-faxen/
4. ↑  Sveriges Radio AB, Ljudradion i Sveriges statskalender 1978
5. ↑  Faxén, Magnus i Vem är det 1993
6. ↑  FinnGraven